# Hồng Quang, Thanh Miện
Hồng Quang là một xã thuộc huyện Thanh Miện, tỉnh Hải Dương, Việt Nam.
Xã Hồng Quang có diện tích 9,14 km², dân số năm 1999 là 8115 người, mật độ dân số đạt 888 người/km².
Xã Hồng Quang thuộc huyện Thanh Miện, tỉnh Hải Dương. Diện tích: 9,14 km², Dân số: năm 1999 là 8115 người. Xã có 7 thôn: Đông La, Đông Bích, Bích Thủy,Hữu Chung, An Bình, An Lâu, Hồng Sơn, vị trí địa lý nằm ở phía tây nam tỉnh Hải Dương.